# 警用摩托車

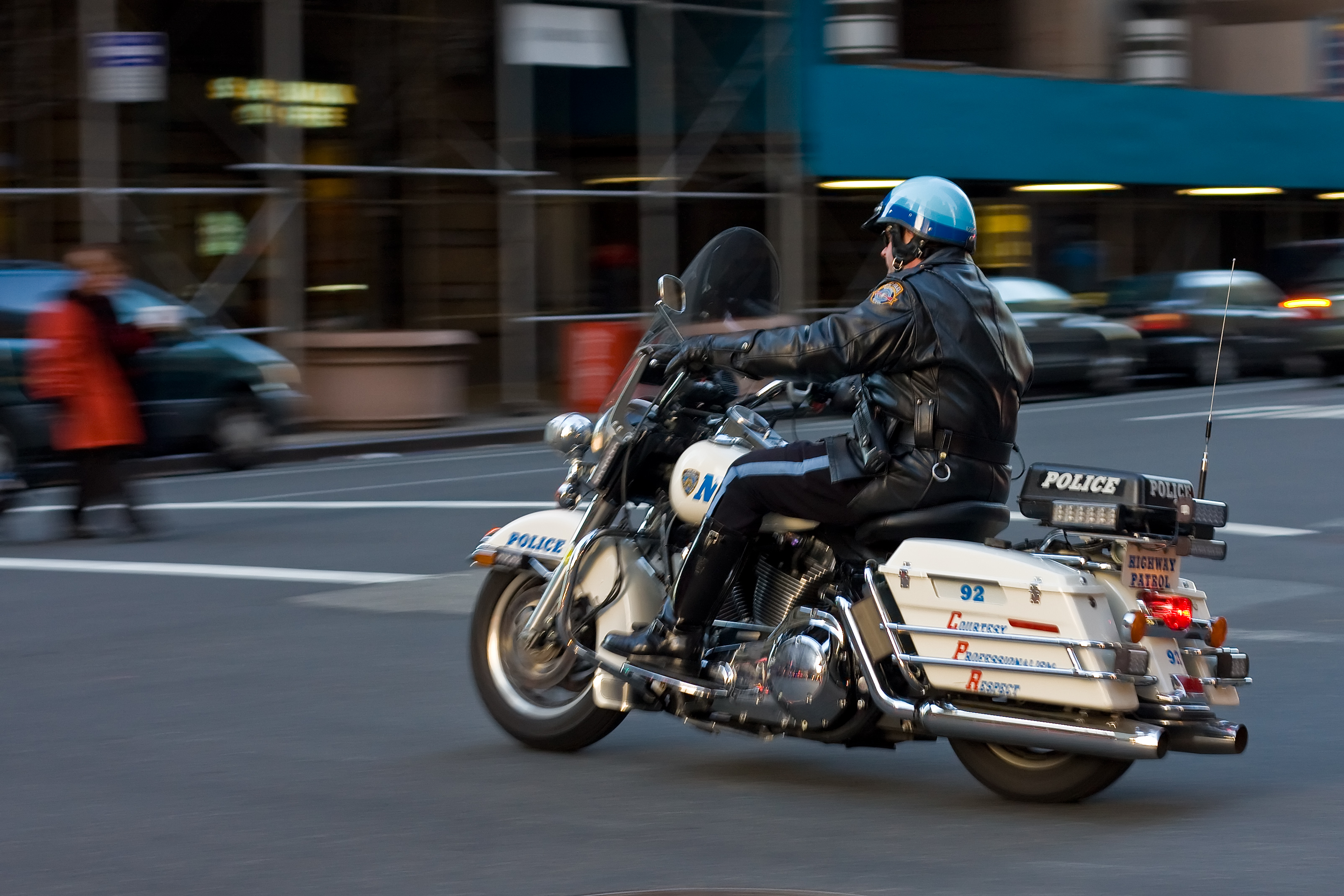
纽约市警察局一位警察正在曼哈頓騎著警用摩托車

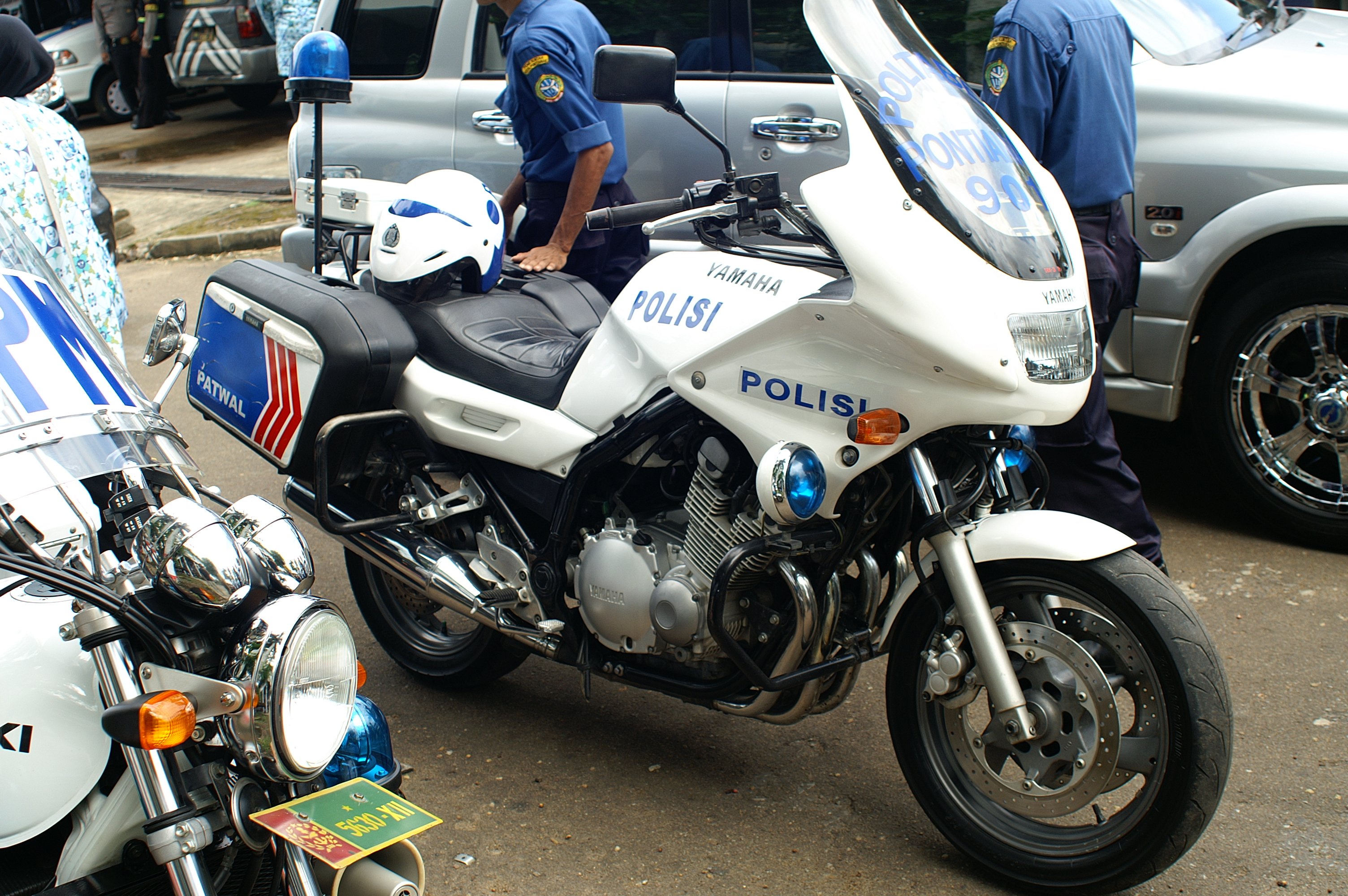
印尼交警一輛山葉發動機生產的警用摩托車

警用摩托车是由各警察部门使用的摩托車。它们一般是定制设计的，以满足警方執法需求。相較於汽車，摩托车可以更方便地在拥挤的街道上行駛。摩托车的体积相对较小，当發生交通事故等事件導致警車受阻時，警用摩托車可以更快到达事故现场。

## 歷史

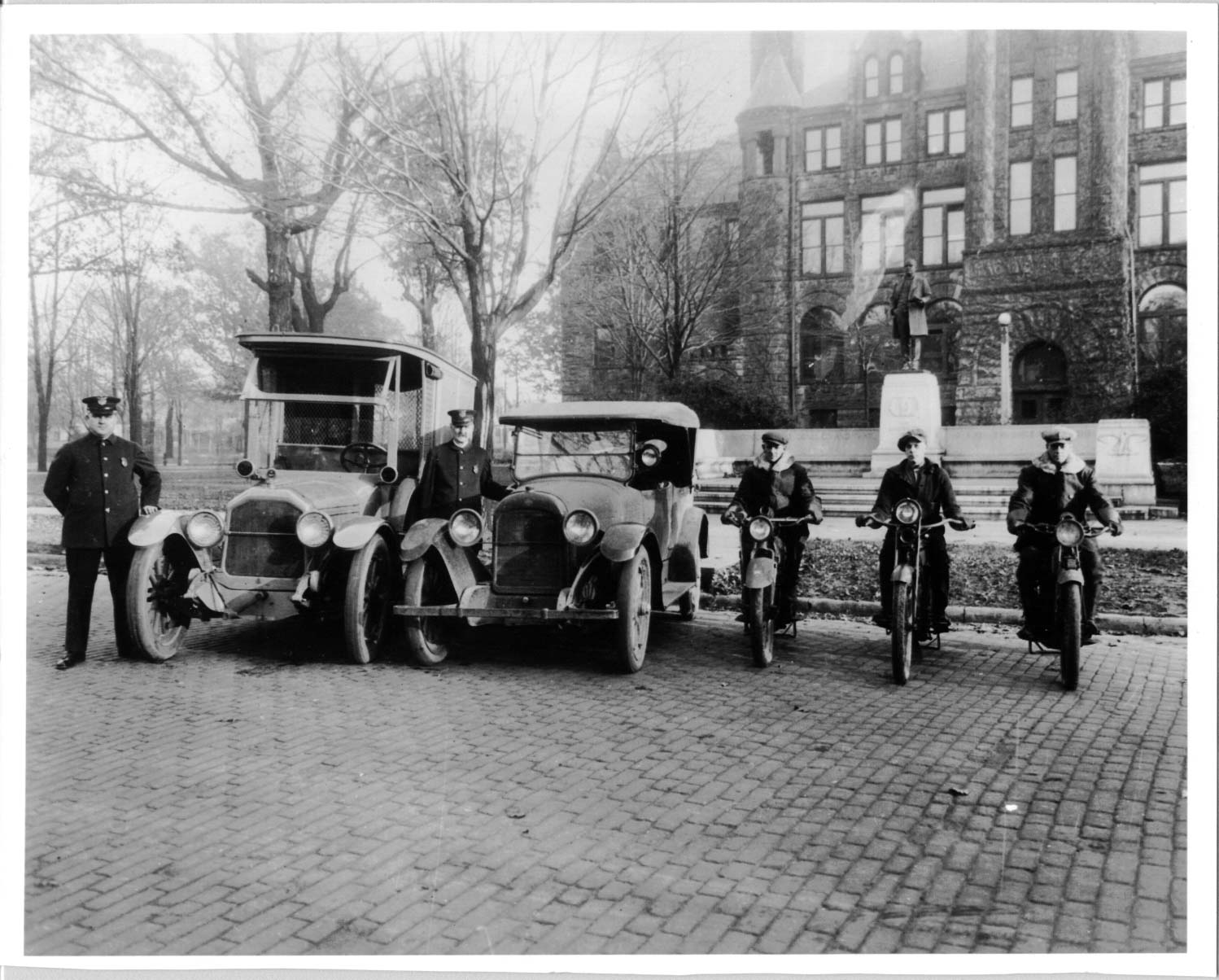
1920年馬斯基根的警察

自20世纪初以来，警察就开始使用摩托车。1911年，伯克利警察局局长奥古斯特·沃尔默组织了美国第一个警察摩托车巡逻队。哈雷·戴维森則认为1908年密歇根州底特律是美國第一个购买警用摩托车的地方。伊利诺伊州埃文斯顿的警察部门也於1908年購買了摩托車摩托车。而俄勒冈州波特兰市警察局也在1909年就有警察使用个人摩托车在该市巡逻。